# Ballana defecta
Ballana defecta är en insektsart som beskrevs av Delong 1964. Ballana defecta ingår i släktet Ballana och familjen dvärgstritar. Inga underarter finns listade i Catalogue of Life.